# Szachno Sagan
Szachno Efroim Sagan vel. Zagan (ur. 1892 w Krakowie, zm. 1942 w Warszawie) – żydowski polityk i publicysta, działacz ruchu oporu w getcie warszawskim, współtwórca Bloku Antyfaszystowskiego.

## Życiorys
W młodości czynny w młodzieżowym ruchu syjonistycznym „Jugend” w Krakowie, po czym wstąpił do partii Poalej-Syjon. Był uczestnikiem I wojny światowej w ramach armii austriackiej. Należał do czołowych działaczy Poalej Syjon-Lewicy, także w skali międzynarodowej. Był członkiem jej Komitetu Centralnego. Działał na rzecz żydowskiego szkolnictwa świeckiego. Był również członkiem zarządu Związku Literatów i Dziennikarzy Żydowskich.
W czasie wojny obronnej we wrześniu 1939 był członkiem Komisji Koordynacyjnej Żydowskich Organizacji Społecznych przy Stołecznym Komitecie Samopomocy Społecznej. W czasie okupacji niemieckiej trafił do getta warszawskiego gdzie był jednym z liderów Poalej Syjon-Lewicy. Był członkiem Głównej Komisji Aprowizacji w Zakładzie Zaopatrywania oraz członkiem zarządu Żydowskiego Towarzystwa Opieki Społecznej. Współpracował przy tworzeniu Podziemnego Archiwum Getta Warszawskiego. Był współtwórcą Bloku Antyfaszystowskiego.
Zginął w nieznanych okolicznościach w 1942. Według jednej z relacji ostatni raz widziany był na Umschlagplatzu, gdzie poszedł w poszukiwaniu żony i dzieci.
W materiałach archiwum Ringelbluma zanotowano, że 5 sierpnia 1942, wracając od przyjaciół zobaczył policjantów żydowskich prowadzących na Umschlagplatz jego żonę i dwójkę dzieci, do których dołączył, chcąc podzielić los swojej rodziny.